# Миргородский сыродельный комбинат
Миргородский сыродельный комбинат (укр. Миргородський сироробний комбінат) — предприятие пищевой промышленности в городе Миргород Полтавской области.

## История
Миргородский сыркомбинат был построен в соответствии с одиннадцатым пятилетним планом развития народного хозяйства СССР и введён в эксплуатацию в 1982 году, при этом первоначально основным направлением деятельности предприятия являлось производство сливочного масла и цельномолочных продуктов.
В 1990 году был построен цех по производству мороженого проектной мощностью 2 тонны продукции в сутки.
После провозглашения независимости Украины завод перешёл в ведение министерства сельского хозяйства и продовольствия Украины.
В мае 1995 года Кабинет министров Украины утвердил решение о приватизации завода в течение 1995 года, после чего государственное предприятие было преобразовано в общество с ограниченной ответственностью.
В 2003 году комбинат вошёл в состав компании «Мілкіленд-Україна» (структурного подразделения "Milkiland"), после чего производство мороженого и цельномолочной продукции было прекращено и специализацией предприятия стало производство твёрдых сыров и сухой молочной сыворотки.
В 2004 - 2010 годы была проведена реконструкция предприятия: обновление административного здания, капитальный ремонт всех крыш и цеха дозревания и хранения твёрдых сыров, компьютеризация процессов приёмки, анализа молока и реализации продукции, установка нового сыродельного оборудования производства ФРГ, Голландии, Венгрии и Украины. После завершения реконструкции производственные мощности комбината обеспечили возможность перерабатывать до 250 тонн молока и производить 24 тонны твёрдых сыров, 4 тонны плавленых сыров и 11,5 тонн сухой молочной сыворотки в сутки, а объём складских помещений обеспечивал возможность хранения до 860 тонн продукции.
В дальнейшем, комбинат освоил производство 23 наименований твёрдых сыров, 29 наименований плавленых сыров и сухого обезжиренного молока.
В 2011 году комбинат входил в перечень ведущих предприятий города.
В феврале 2011 года в ходе проверки деятельности комбината специалистами ГП «Полтавастандартметрология» были выявлены нарушения технологии производства сыров.
После того, как 10 июня 2013 года в сырах Миргородского сыродельного комбината было выявлено превышение допустимого содержания количества мезофильных аэробных и факультативно-анаэробных микроорганизмов, а в августе 2013 года был обнаружен окситетрациклин, Россельхознадзор ввёл режим повышенного лабораторного контроля в отношении продукции комбината.
В начале июля 2014 года по результатам лабораторной проверки продукции и обнаружения в сырах Миргородского сыродельного комбината антибиотиков тетрациклиновой группы 4 июля 2014 года импорт продукции предприятия в Россию был запрещён Федеральной службой по ветеринарному и фитосанитарному надзору Российской Федерации. 31 июля 2014 года комбинат остановил производство и с 1 августа 2014 года - законсервировал оборудование, поскольку имевшихся складских запасов предприятия было достаточно для реализации на внутреннем рынке до конца 2014 года. К 7 августа 2014 количество работников было сокращено с 80 до 25 человек.